# Atlas Press
Atlas Press — лондонское издательство экстремистской и авангардной литературы, издающее произведения в прозе, созданные начиная с 1980 года по настоящее время. На данный момент является крупнейшим издателем книг в стиле сюрреализм на английском языке.

## Редакторский состав
- Алестер Бротчи — главный редактор
- Малкольм Грин — редактор серий, редактор изданий на немецком языке
- Энтони Мелвилл — редактор серий, редактор изданий на французском языке
- Крис Аллен — аннотатор, дизайнер, корректор

## Стили и направления изданий
- Дадаизм
- Сюрреализм
- Экспрессионизм
- УЛИПО
- Венский акционизм